# Mallateleia kiefferi
Mallateleia kiefferi är en stekelart som beskrevs av Alan Parkhurst Dodd 1913. Mallateleia kiefferi ingår i släktet Mallateleia och familjen Scelionidae. Inga underarter finns listade i Catalogue of Life.